# Politès
Dans la mythologie grecque, Politès (en grec ancien Πολίτης / Polítês) est un prince troyen, fils de Priam.Selon Hygin, il participe aux jeux funéraires en l’honneur de Pâris. Il apparaît dans le Catalogue des Troyens donné dans l’Iliade. Il participe à la guerre de Troie au cours de laquelle il sauve son frère Déiphobe et tue Échios. À la fin de l’Iliade il est l’un des neuf fils de Priam toujours vivants. Il ne meurt qu'au cours du sac de Troie, par un coup de la lance de Néoptolème.